# حيوانات الوسط الرسوبي
حيوانات الوسط الرسوبي أو الكائنات الحية الرسوبية (بالإنجليزية: Sediment-dwelling organism)‏، هي المخلوقات أو الكائنات الحية التي تعيش في الرواسب. وهي طبقة من الجسيمات الصغيرة في الجزء السفلي من الأجسام في الماء. وهذه تعرف مجتمعة باسم إنفونا (بالإنجليزية: Infuana)‏، ولهذه المخلوقات وجود في السجلات الأحفورية.